# Avenida Álvarez Thomas
La avenida Álvarez Thomas es una arteria vial de la Ciudad de Buenos Aires, Argentina.

## Recorrido
La avenida nace como una continuación de la avenida Niceto Vega en el límite de los barrios de Palermo, Chacarita y Colegiales, con mano hacia el sudeste. Al cruzar la calle Jorge Newbery, se hace doble mano, pero con 4 carriles hacia el noroeste (que absorben el tráfico de la Avenida Córdoba la cual se angosta tras el cruce con Newbery) y 2 en su sentido original.
A 200 m cruza la Avenida Federico Lacroze y sirve de límite entre Colegiales y Chacarita. .
Ingresa al barrio de Villa Ortúzar para luego cruzar las avenidas Forest y Elcano en una zona donde se forman 7 esquinas. Aquí se hace mano única hacia el noroeste. Luego cruza la Avenida de los Incas, ubicándose a 300 metros de la estación de subte de la Línea B De los Incas - Parque Chas. En esta esquina empalma también la Avenida Chorroarín.
Al cruzar la calle La Pampa se ingresa a Villa Urquiza. Allí corre paralela a la Avenida Triunvirato, a pocos metros de las estaciones Echeverría (Subte de Buenos Aires) y Juan Manuel de Rosas de la misma línea.
Álvarez Thomas cruza las importantes avenidas Olazábal y Monroe. También cruza a nivel vías del Ferrocarril General Bartolomé Mitre, ramal a José L. Suárez. Inmediatamente después sufre una bifurcación de la cual se origina la calle Galván, desde aquí la avenida vuelve a ser doble mano y de pavimento adoquinado hasta su final en la Avenida Congreso donde prosigue como un pasaje con el nombre de Doctor Honorio Leguizamon.

## Cruces importantes y lugares de interés

### Chacarita/Colegiales
- 1-299: Tramo de mano única (hacia el Centro)
  - 0: Avenida Dorrego - Mercado de las Pulgas de Palermo - Mano hacia su continuación Av. Cnel. Niceto vega
  - 300: Avenida Jorge Newbery - Inicio de doble mano (Tiene 4 carriles en sentido hacia el noroeste y 2 en su sentido original)

- 300-1299: Tramo de doble mano
  - 600: Avenida Federico Lacroze - Teatro Vorterix
  - 1200: calle Virrey Loreto - Plaza San Miguel de Garicoits

### Villa Ortúzar
- 1300-2399: Tramo de mano única (hacia Provincia de Buenos Aires)
  - 1300: Avenidas Forest y Elcano - Inicio de mano hacia el noroeste
  - 2000: Avenidas de los Incas y Chorroarín - Paseo República de Filipinas

### Villa Urquiza
- 2400-3299: Tramo de mano única
  - 2400: calle La Pampa
  - 2900: Avenida Olazábal y Combatientes de Malvinas
  - 3200: cruce a nivel con el F.C. Bartolomé Mitre a Retiro y José León Suárez
- 3300-3699: Tramo de doble mano
  - 3300: calles Galván y Cullen - Reinicio de doble mano y de calzada adoquinada
  - 3699: Avenida Congreso (continúa como pasaje Honorio Leguizamón)

## Toponimia
Recibe su nombre en honor al militar peruano, nacido en Arequipa, Ignacio Álvarez Thomas quien fuera Director Supremo de las Provincias Unidas del Río de la Plata de 1815 a 1816.